# Atletismo nos Jogos Pan-Americanos de 2003 - 200 m masculino
A final dos dos 100 m rasos masculino nos Jogos Pan-Americanos de 2003 foi realizada em 8 de agosto de 2003, com as eliminatórias e as semifinais realizadas no dia anterior.

## Calendário
| Data        | Fase         |
| ----------- | ------------ |
| 7 de agosto | Qualificação |
| 7 de agosto | Semifinais   |
| 8 de agosto | Final        |

## Medalhistas
| Ouro   | USA Kenneth Brokenburr   |
| Prata  | JAM Christopher Williams |
| Bronze | BRA André Domingos       |

## Recordes
Recordes mundial e pan-americano antes da disputa dos Jogos Pan-Americanos de 2003.
| Tipo                             | Atleta           | Tempo | Local   | Data                |
| -------------------------------- | ---------------- | ----- | ------- | ------------------- |
|                                  | Michael Johnson  | 19.32 | Atlanta | 1 de agosto de 1996 |
| Recorde dos Jogos Pan-Americanos | Leandro Peñalver | 19.86 | Cali    | 3 de agosto de 1971 |

## Resultados
| Posição | Atleta                   | Eliminatórias | Eliminatórias | Semifinais | Semifinais | Final |
| Posição | Atleta                   | Tempo         | Posição       | Tempo      | Posição    | Tempo |
| ------- | ------------------------ | ------------- | ------------- | ---------- | ---------- | ----- |
| 1       | USA Kenneth Brokenburr   | 20.66         | 1             | 20.43      | 1          | 20.42 |
| 2       | JAM Christopher Williams | 20.90         | 3             | 20.71      | 3          | 20.54 |
| 3       | BRA André Domingos       | 20.83         | 2             | 20.70      | 2          | 20.68 |
| 4       | JAM Clement Campbell     |               |               | 20.89      | 5          | 20.85 |
| 5       | URU Héber Viera          |               |               | 20.84      | 4          | 20.85 |
| 6       | TRI Julien Raeburn       | 21.13         | 7             | 21.02      | 8          | 20.93 |
| 7       | BRA Claudinei da Silva   | 21.22         | 10            | 20.91      | 6          | 20.99 |
| 8       | SKN Kevin Arthurton      |               |               | 20.98      | 7          | 21.02 |
|         |                          |               |               |            |            |       |
| 9       | CUB José Carlos Peña     | 21.03         | 4             | 21.11      | 9          |       |
| 10      | BAH Jamial Rolle         | 21.10         | 5             | 21.14      | 10         |       |
| 11      | USA Erik Wilson          | 21.10         | 5             | 21.23      | 11         |       |
| 12      | DMA Sherwin James        | 21.20         | 9             | 21.26      | 12         |       |
| 13      | IVB Keita Cline          | 21.25         | 12            | 21.29      | 13         |       |
| 14      | ANT Daniel Bailey        | 21.26         | 13            | 21.36      | 14         |       |
| 15      | ISV Adrian Durant        | 21.19         | 8             | 21.45      | 15         |       |
| 16      | DOM Danny García         | 21.22         | 10            | 21.53      | 16         |       |
|         |                          |               |               |            |            |       |
| 17      | AHO Jairo Duzant         | 21.31         | 14            |            |            |       |
| 18      | GRN Bruce Swan           | 21.38         | 15            |            |            |       |
| 19      | PUR Rogelio Pizarro      | 21.39         | 16            |            |            |       |
| 20      | MEX Juan Pedro Toledo    | 21.41         | 17            |            |            |       |
| 21      | GUA Mario Rolando Blanco | 21.56         | 18            |            |            |       |
| 22      | BAH Troy McIntosh        | 21.56         | 18            |            |            |       |
| 23      | BER Xavier James         | 21.65         | 20            |            |            |       |
| 24      | BIZ Jayson Jones         | 21.80         | 21            |            |            |       |
| 25      | PAR Diego Ferreira       | 21.89         | 22            |            |            |       |
| 26      | HAI Wladimir Afriani     | 21.98         | 23            |            |            |       |
| 27      | ECU Luis Morán           | 22.58         | 24            |            |            |       |
| —       | ECU Andrés Gallegos      | DNF           | —             |            |            |       |
| —       | DOM John Smith           | DNS           | —             |            |            |       |
| —       | AHO Charlton Raffaela    | DNS           | —             |            |            |       |